# Despotiscus
Despotiscus is een vliegengeslacht uit de familie van de roofvliegen (Asilidae).

## Soorten
- D. simmondsi Bezzi, 1928